# Tomás de Bosnia

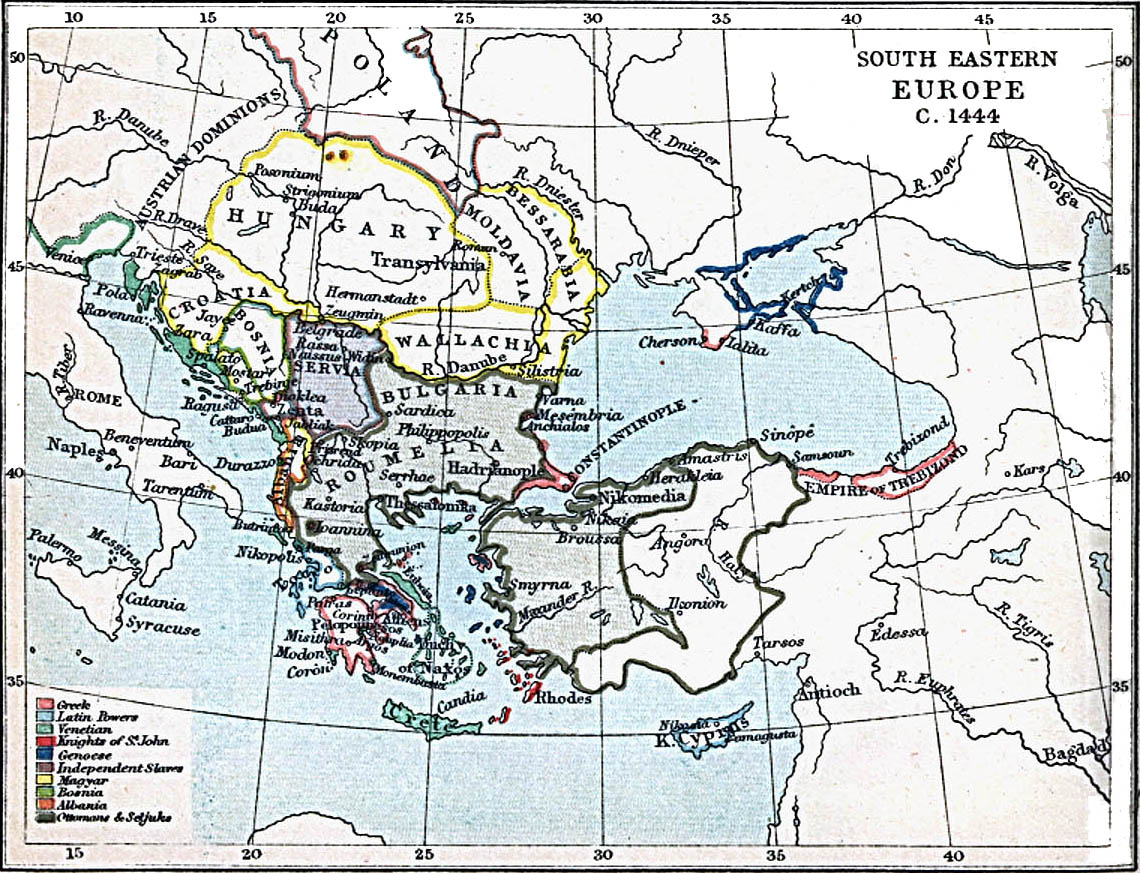
Mapa de Europa del Sudeste hacia 1444.

Esteban Tomás (en serbocroata: Stjepan Tomaš/Стјепан Томаш; c. 1411 - julio de 1461), miembro de la Casa de Kotromanić, gobernó desde 1443 hasta su muerte como penúltimo rey de Bosnia .
Hijo ilegítimo del rey Ostoja, Tomás sucedió a Tvrtko II, pero su ascenso no fue reconocido por el magnate principal del Reino de Bosnia, Stjepan Vukčić Kosača. Los dos se involucraron en una guerra civil que terminó cuando el rey repudió a su esposa, Vojača, y se casó con la hija del noble insubordinado, Catalina. Tomas y su segunda esposa, ambos educados en la tradición de la Iglesia bosnia, se convirtieron al catolicismo y patrocinaron la construcción de iglesias y monasterios en todo el reino.
A lo largo de su reinado, Tomas libró una guerra con el Despotado de Serbia sobre el lucrativo pueblo minero de Srebrenica y sus alrededores, además de múltiples conflictos con su suegro. También, tenía una relación tensa con el amenazante Imperio otomano. Después de años de escaramuzas e incursiones, Tomas parecía dispuesto a liderar la coalición cristiana contra los turcos, pero no recibió ayuda de los otros gobernantes cristianos. Habiendo fracasado en expandirse hacia la Croacia central, giró nuevamente su atención hacia el este en 1458, organizando un encuentro entre su hijo Esteban y la heredera serbia Helena. El control bosnio sobre los restos del Despotado de Serbia duró apenas un mes antes de la conquista otomana del país. El hecho de que el rey Tomás no defendiera a Serbia dañó permanentemente su reputación en Europa. Deseando mejorar su imagen entre los católicos de Europa, se volvió contra la Iglesia bosnia, convirtiéndose así en el primer gobernante de Bosnia en participar en una persecución religiosa.
Los rasgos contradictorios de Tomás alguna vez le ganaron la admiración y el desprecio de sus contemporáneos. Su hijo Esteban lo sucedió e inmediatamente demostró ser más apto para enfrentar los desafíos de la época.